# Mouterre-sur-Blourde
Mouterre-sur-Blourde település Franciaországban, Vienne megyében. Lakosainak száma 167 fő (2022. január 1.). Mouterre-sur-Blourde Adriers, Luchapt, Millac és Val-d’Oire-et-Gartempe községekkel határos.

## Népesség
A település népességének változása:
| Lakosok száma | 172  | 169  | 171  | 166  | 164  | 162  | 160  | 164  | 167  |
|               | 2013 | 2015 | 2016 | 2017 | 2018 | 2019 | 2020 | 2021 | 2022 |